# 金度恩
金度恩（韓語：김도은，2016年01月06日—），是一名韓國兒童女演員。

## 演出作品

### 電視劇
- 2022年：SBS《解讀惡之心的人們》
- 2023年：JTBC《離婚律師申晟瀚》
- 2023年：tvN《盜賊：七個朝鮮通寶》
- 2023年：KBS2《純情拳擊手》飾演 拳擊學生
- 2023年：JTBC《歡迎回到三達里》飾演 車荷率[1][2][3][4][5]

## 外部連結
- 金度恩的Instagram帳戶（由媽媽經營）